# محمد العيد بن عمر
محمد العيد بن عمر، من مواليد 7 أكتوبر 1966 في عنابة، رجل أعمال جزائري. يشغل منصب الرئيس والمدير التنفيذي لمجموعة مجمع عمر بن عمر منذ عام 2003. وهو الرئيس السابق لغرفة التجارة والصناعة الجزائرية والنائب السابق لمنتدى رؤساء المؤسسات من 2014 إلى 2019.  قبض عليه يوم 13 فبراير 2020 بتهمة إساءة استخدام المنصب.

## حياته
محمد العيد بن عمر هو نجل رجل الأعمال عمر بن عمر الذي بدأ حياته المهنية في البناء في عام 1964 قبل التحول إلى صناعة المواد الغذائية في عام 1984، عندما أنشأ مجموعة عائلية تحمل نفس الاسم. بدأ النشاط في بوعاتي، بولاية قالمة ،بشركة متخصصة في معجون الطماطم، الهريسة (الفلفل الحار) والمربى.
تولى الابن مكانه في عام 2003، عندما مات المؤسس. بقيت الشركة مملوكة للعائلة. مع اخوته محمد العيد بن عمور يسرع التنويع الذي بدأ عام 2000 مع شركة مطحنة عمر بن عمور (إنتاج السميد). في عام 2009، بدأ تصنيع المعكرونة. وارتفعت قيمة التداول من 6.2 مليار دينار (66.3 مليون يورو) عام 2003 إلى 19.2 مليار دينار (حوالي 195 مليون يورو) عام 2011.
في نوفمبر 2011 أطلق أكاديمية عور بن عمر لكرة القدم بتمويل كامل من مجموعته. في عام 2014، تم انتخابه رئيسًا للغرفة الجزائرية للتجارة والصناعة (CACI) من قبل أعضاء الجمعية العامة (113 مقابل 14 مقابل).
في 14 يونيو 2019 ترشح لاعادة انتخابه على رأس الغرفة الجزائرية للتجارة والصناعة. لم يتم إعادة انتخابه، حيث حصل على 65 صوتًا مقابل 66 لمنافسه، رئيس غرفة التجارة والصناعة في وادي سوف، عبد القادر جوري. في 13 فبراير 2020 تم حبسه في سجن الحراش بتهمة إساءة استخدام المنصب.

## حياته الخاصة
متزوج وأب لخمسة أولاد.